# Conclave (film)
Conclave is een Brits-Amerikaanse politieke psychologische thriller uit 2024, die zich volledig afspeelt in het Vaticaan. De film werd geregisseerd door Edward Berger en is gebaseerd op het gelijknamige boek van Robert Harris uit 2016. De hoofdrollen worden vertolkt door Ralph Fiennes, Stanley Tucci, John Lithgow, Lucian Msamati, Carlos Diehz, Sergio Castellitto en Isabella Rossellini.

## Verhaal
Het verhaal speelt zich af in het heden en begint met de onverwachte dood van een hervormingsgezinde paus. Zijn overlijden zet een keten van gebeurtenissen in gang binnen het Vaticaan, waar de kardinalen in conclaaf gaan voor het kiezen van een nieuwe paus, een proces dat zich in de Sixtijnse Kapel voltrekt, volledig afgezonderd van de buitenwereld.
Kardinaal Thomas Lawrence (Ralph Fiennes), de deken van het College van Kardinalen, leidt de bijeenkomst en houdt toezicht op de procedure. Hoewel Lawrence aanvankelijk lijkt te handelen vanuit een neutrale en administratieve rol, blijken zijn persoonlijke voorkeuren en morele keuzes een grote invloed te hebben op het proces.
Het verhaal richt zich al snel op de complexiteit van de machtsstrijd tussen verschillende kardinalen. Onder de belangrijkste kanshebbers bevinden zich de liberale kardinaal Bellini (Stanley Tucci), een voorstander van hervormingen, kardinaal Tedesco (Sergio Castellitto), een reactionaire traditionalist die de Latijnse mis wil herstellen, kardinaal Joshua Adeyemi (Lucian Msamati), die daarmee de eerste Afrikaanse paus zou worden, maar wiens felle kritiek op homoseksualiteit voor verdeeldheid zorgt binnen de progressieve vleugel, en kardinaal Joseph Tremblay (John Lithgow), een over-ambitieuze camerlengo uit Canada. Elk van hen lijkt aanvankelijk sterke steun te genieten, maar naarmate geheimen en schandalen worden onthuld, vallen zij een voor een af als serieuze kandidaten.
Een belangrijke wending in het verhaal komt wanneer kardinaal Vincent Benitez (Carlos Diehz), de aartsbisschop van de Afghaanse hoofdstad Kabul, opduikt. Hij is in het geheim door de overleden paus benoemd, naar verluidt om hem te beschermen tegen vervolging in Afghanistan. Zijn aanwezigheid, onderbouwd door officiële documenten, wekt verbazing en interesse bij zijn collega’s. Benitez wordt gaandeweg een onverwachte centrale figuur in de discussies over de toekomst van de Kerk, vooral door zijn unieke perspectief als iemand die vrede en conflict uit eerste hand heeft meegemaakt.
De spanning bereikt een hoogtepunt wanneer een explosie buiten de kapel plaatsvindt, wat de vergadering tijdelijk opschort en de druk verhoogt op de kardinalen om tot een beslissing te komen. Uiteindelijk leidt Benitez’ indringende toespraak over de noodzaak van een nieuwe koers voor de Kerk tot een brede consensus. Hij wordt gekozen als de nieuwe paus.
In de slotscène wordt echter een geheim onthuld. In een gesprek onder vier ogen vertelt Benitez aan Lawrence dat hij intersekse is en zowel mannelijke als vrouwelijke geslachtskenmerken heeft. Bernitez was hier bij toeval achter gekomen tijdens een blindedarmoperatie in Afghanistan. Slechts de overleden paus en de behandelend arts waren ervan op de hoogte. Hoewel de paus een operatie had geregeld om de inwendige vrouwelijke kenmerken bij Bernitez te verwijderen, had deze daar vanaf gezien, om te kunnen leven zoals God hem had geschapen. Lawrence lijkt de ontboezeming te accepteren en zwijgt erover tegen de andere kardinalen, terwijl Benitez zijn nieuwe naam kiest: Innocentius. Het verhaal eindigt met witte rook boven het Vaticaan en een korte scene met drie nonnen die lachend een plein oversteken, een symbolische breuk met de spanning en het mannelijke machtscentrum van de film.

## Thematiek
Conclave behandelt verschillende complexe en actuele thema's, waaronder macht, geloof, identiteit en hypocrisie binnen religieuze instellingen. Het centrale thema is de spanning tussen traditie en hervorming binnen de Katholieke Kerk. De film onderzoekt hoe persoonlijke belangen, morele dilemma's en geheimen invloed hebben op een proces dat officieel als spiritueel en zuiver wordt gepresenteerd, maar in werkelijkheid net zo politiek is als seculiere verkiezingen.
Een belangrijk aspect van de thematiek is de vraag naar leiderschap en de kwaliteiten die een geestelijk leider zou moeten hebben. Lawrence worstelt met de spanning tussen zekerheid en twijfel, en benadrukt dat alleen degenen met twijfel echte geloofskennis kunnen bereiken. Deze filosofische vraag wordt verpersoonlijkt in Benitez, wiens interseksualiteit hem letterlijk tussen traditionele definities van man en vrouw plaatst. Zijn unieke positie stelt hem in staat de diepe ideologische kloven binnen het College van Kardinalen te overbruggen, wat suggereert dat juist degenen die zich in een tussenpositie bevinden – op de grens tussen twee werelden of perspectieven – het potentieel hebben om verzoening en vooruitgang te brengen.
Daarnaast is er een sterke focus op hypocrisie binnen de kerk. Terwijl sommige kardinalen anderen openlijk veroordelen, blijkt uit hun eigen geheime verleden dat zij zelf moreel twijfelachtig hebben gehandeld. Deze dynamiek roept vragen op over de legitimiteit van absolute morele autoriteit.
De film biedt ook een commentaar op sekse en de rol van vrouwen in een patriarchale instelling. Zuster Agnes, gespeeld door Isabella Rossellini, is een symbool van de stille kracht en waakzaamheid van vrouwen binnen deze structuur, ondanks hun gemarginaliseerde positie. Haar opmerking "Wij horen onzichtbaar te zijn, maar God heeft ons ogen en oren gegeven” onderstreept de spanning tussen de officiële onzichtbaarheid van vrouwen en de feitelijke invloed die zij uitoefenen.
De thematiek van identiteit wordt ten slotte versterkt door Benitez' geheim, dat niet alleen zijn persoonlijke ontwikkeling weerspiegelt, maar ook de bredere uitdagingen van acceptatie en authenticiteit binnen een conservatieve instelling. Het feit dat hij als intersekse paus wordt gekozen, roept vragen op over de veranderende normen van leiderschap en wat "geschiktheid" betekent in een wereld waar traditionele definities steeds meer worden betwist.

## Realisme
Voor het maken van een realistische film consulteerden de makers verschillende kardinalen en religieus adviseurs, om zo een waarheidsgetrouw inkijkje te kunnen geven in de rituele handelingen zoals deze tijdens en rondom een conclaaf plaatsvinden. Zo worden naast het verloop van het conclaaf zelf, ook de rituelen getoond die direct na het overlijden van een paus worden uitgevoerd, zoals het verzegelen van het pauselijk vertrek en het vernietigen van de pauselijke zegelring, en wordt er uitgelegd hoe de zwarte en witte rook gemaakt wordt, die na elke stemronde uit de schoorsteen van de kapel komt. Wel is de kerkpolitieke richtingenstrijd in de film sterk versimpeld naar ‘conservatief versus progressief’. Ook is het onmogelijk dat een kardinaal, die in het geheim is aangesteld, zich plotseling voor het conclaaf aandient zonder eerder publiekelijk te zijn voorgesteld.

## Rolverdeling
| Acteur              | Personage                 |
| ------------------- | ------------------------- |
| Ralph Fiennes       | kardinaal Thomas Lawrence |
| Stanley Tucci       | kardinaal Bellini         |
| John Lithgow        | kardinaal Tremblay        |
| Lucian Msamati      | kardinaal Adeyemi         |
| Carlos Diehz        | kardinaal Benitez         |
| Sergio Castellitto  | kardinaal Tedesco         |
| Isabella Rossellini | zuster Agnes              |

## Productie
In mei 2022 werd aangekondigd dat Ralph Fiennes, John Lithgow, Stanley Tucci en Isabella Rossellini in de film zouden spelen, met Edward Berger als regisseur. In januari 2023 werd er een extra casting bekendgemaakt toen de productie in Rome begon. De film wordt geproduceerd door House Productions, FilmNation Entertainment en Indian Paintbrush, met de steun van Access Entertainment.

### Filmopnames
De filmopnames gingen in januari 2023 van start in Rome en werden in maart afgerond. Opnames vonden ook plaats in de filmstudio Cinecittà.

## Release en ontvangst
Conclave ging op 30 augustus 2024 in première op het Filmfestival van Telluride. De film kreeg overwegend positieve kritieken van de filmcritici, met een score van 92% op Rotten Tomatoes, gebaseerd op 148 beoordelingen.

### Kassaopbrengsten
Conclave ging in de Amerikaanse bioscopen in première naast Venom: The Last Dance met de verwachting van een bruto opbrengst in het openingsweekend van 4 à 6 miljoen Amerikaanse dollars in 1742 bioscopen. De film bracht uiteindelijk 6,5 miljoen dollar op in zijn openingsweekend en eindigde daarmee op de derde plaats aan de kassa.
Na het overlijden van Paus Franciscus in april 2025 werd de film in een deel van de Nederlandse bioscopen opnieuw vertoond.

## Prijzen en nominaties
De belangrijkste:
| Jaar | Prijs                       | Categorie                            | Genomineerde(n)                 | Uitslag     |
| ---- | --------------------------- | ------------------------------------ | ------------------------------- | ----------- |
| 2025 | Academy Awards (Oscars)     | Beste film                           | Beste film                      | Genomineerd |
| 2025 | Academy Awards (Oscars)     | Beste mannelijke hoofdrol            | Ralph Fiennes                   | Genomineerd |
| 2025 | Academy Awards (Oscars)     | Beste vrouwelijke bijrol             | Isabella Rossellini             | Genomineerd |
| 2025 | Academy Awards (Oscars)     | Beste bewerkte scenario              | Peter Straughan                 | Gewonnen    |
| 2025 | Academy Awards (Oscars)     | Beste montage                        | Nick Emerson                    | Genomineerd |
| 2025 | Academy Awards (Oscars)     | Beste productieontwerp               | Suzie Davies en Cynthia Sleiter | Genomineerd |
| 2025 | Academy Awards (Oscars)     | Beste originele muziek               | Volker Bertelmann               | Genomineerd |
| 2025 | Academy Awards (Oscars)     | Beste kostuumontwerp                 | Lisy Christl                    | Genomineerd |
| 2025 | British Academy Film Awards | Beste film                           | Beste film                      | Gewonnen    |
| 2025 | British Academy Film Awards | Beste regisseur                      | Edward Berger                   | Genomineerd |
| 2025 | British Academy Film Awards | Beste bewerkte scenario              | Peter Straughan                 | Gewonnen    |
| 2025 | British Academy Film Awards | Beste mannelijke hoofdrol            | Ralph Fiennes                   | Genomineerd |
| 2025 | British Academy Film Awards | Beste vrouwelijke bijrol             | Isabella Rossellini             | Genomineerd |
| 2025 | British Academy Film Awards | Uitzonderlijke Britse film           | Uitzonderlijke Britse film      | Gewonnen    |
| 2025 | British Academy Film Awards | Beste originele muziek               | Volker Bertelmann               | Genomineerd |
| 2025 | British Academy Film Awards | Beste casting                        | Nina Gold en Martin Ware        | Genomineerd |
| 2025 | British Academy Film Awards | Beste cinematografie                 | Stéphane Fontaine               | Genomineerd |
| 2025 | British Academy Film Awards | Beste montage                        | Nick Emerson                    | Gewonnen    |
| 2025 | British Academy Film Awards | Beste productieontwerp               | Suzie Davies en Cynthia Sleiter | Genomineerd |
| 2025 | British Academy Film Awards | Beste kostuumontwerp                 | Lisy Christl                    | Genomineerd |
| 2025 | Golden Globes               | Beste film – drama                   | Beste film – drama              | Genomineerd |
| 2025 | Golden Globes               | Beste regisseur                      | Edward Berger                   | Genomineerd |
| 2025 | Golden Globes               | Beste acteur in een film – drama     | Ralph Fiennes                   | Genomineerd |
| 2025 | Golden Globes               | Beste vrouwelijke bijrol in een film | Isabella Rossellini             | Genomineerd |
| 2025 | Golden Globes               | Beste script                         | Peter Straughan                 | Gewonnen    |
| 2025 | Golden Globes               | Beste filmmuziek                     | Volker Bertelmann               | Genomineerd |